# Макраны
Макра́ны (бел. Макра́ны) — деревня в составе Калатичского сельсовета Глусского района Могилёвской области Республики Беларусь.

## Население
- 1999 год — 20 человек
- 2009 год — 8 человек